# Adrian, Michigan
Adrian este o comunitate neîncorporată din comitatul Lenawee, statul Michigan, Statele Unite ale Americii.